# Pehr Christopher Stagnelius
Pehr Christopher Stagnelius, född 16 juni 1801 i Gärdslösa, Öland, död 8 januari 1839 i Mönsterås, Kalmar län, var en svensk fanjunkare och silhuettklippare.
Han var son till biskopen Magnus Stagnelius och Hedvig Christina Bergstedt och bror till Erik Johan Stagnelius. Hans silhuettklipp av brodern publicerades första gången 1833 i Svenskt Pantheon och originalet ingår numera i Kungliga bibliotekets samlingar. Hans klipp gav upphov till en rad Stagneliusporträtt utförda av andra konstnärer.   